# Pleasant View (Utah)
Pleasant View ist eine Stadt im Weber County des US-Bundesstaates Utah. Der Ort ist ein Vorort von Ogden.  

## Geschichte
Pleasant View, das in den ersten 30 Jahren als Teil von North Ogden galt, war in seiner Anfangszeit unter verschiedenen Namen bekannt, darunter West District, Hot Springs District, Stringtown oder einfach Out West. Die Stadt wurde 1882 von Wilford Cragun, einem der ersten Weißen, der in der Gegend geboren wurde, offiziell in Pleasant View umbenannt.

## Demografie
Nach der Volkszählung von 2020 leben in Pleasant View 11.083 Menschen. Die Bevölkerung teilt sich 2019 auf in 94,2 % Weiße, 3,7 % Asiaten und 1,9 % mit zwei oder mehr Ethnizitäten. Hispanics machten 12,7 % der Bevölkerung von Pleasant View aus. Das mittlere Haushaltseinkommen lag 2019 bei 98.765 US-Dollar und die Armutsquote bei 6,5 %.